# Mesochorus ater
Mesochorus ater là một loài tò vò trong họ Ichneumonidae.